# Poltavski (Privolni)
|  | Per a altres significats, vegeu «Poltavski». |

Poltavski - Полтавский (rus) - és un khútor del krai de Krasnodar, a Rússia. El 2010 tenia 142 habitants. Es troba a la vora esquerra del Txelbas. És a 18 km al nord-oest de Kropotkin i a 127 km al nord-est de Krasnodar. Pertany al khútor de Privolni.